# 东小庄镇
东小庄镇，是中华人民共和国河北省张家口涿鹿县下辖的一个乡镇级行政单位。

## 行政区划
东小庄镇下辖以下地区：
大塘湾社区、大西庄村、下太府村、辛兴堡村、东小庄村、自辛庄村、双树村、保庄村、红庙堡村、尹文屯村、郭庄村、界牌梁村、南庄村、高庙村、东辛庄村、洪家房村、大姚庄村和小姚庄村。